# 7 زد
7z هي صيغة ملفات مضغوطة تدعم العديد من أنواع ضغط البيانات والتشفير وعمليات ما قبل الضغط. 7z ظهرت كتطبيق لبرنامج الضغط 7-زيب. البرنامج وصيغة الملفات متاحين تحت رخصة جنو العمومية الصغرى.